# Villeneuve-Saint-Denis
Villeneuve-Saint-Denis è un comune francese di 708 abitanti situato nel dipartimento di Senna e Marna nella regione dell'Île-de-France.

## Società

### Evoluzione demografica
Abitanti censiti